# Greg Dulli
Greg Dulli, né le 11 mai 1965 à Hamilton aux États-Unis, est un guitariste et chanteur américain connu pour sa participation au sein du groupe de rock alternatif The Afghan Whigs.

## Biographie
Greg Dulli est né et a grandi à Hamilton. Bien qu'il ait reçu une éducation catholique, il est aujourd'hui agnostique. Il attire pour la première fois l'attention à la fin des années 1980 aux côtés du bassiste John Curley et du guitariste Rick McCollum au sein de The Afghan Whigs, groupe fusionnant le rhythm and blues et le punk rock. Dulli arrête de produire les albums du groupe dès le moment où ils jouent des concerts devant un public toujours plus grand et que le label de SeattleSub Pop ne s'intéresse à eux. C'est le premier groupe à signer pour le label qui ne provient pas du Nord-Ouest des États-Unis.
En 1994, Dulli est le chanteur principal de Backbeat Band, un supergroupe de rock alternatif qui enregistre la musique du film Backbeat : Cinq Garçons dans le vent, film biographique sur le début des Beatles. Les autres membres sont Thurston Moore de Sonic Youth, Don Fleming de Gumball, Mike Mills de R.E.M., Dave Grohl de Nirvana puis Foo Fighters) et Dave Pirner de Soul Asylum. Dulli est d'ailleurs le seul musicien à jouer sur le premier album de Foo Fighters en dehors de Grohl. « Il regardait Grohl enregistrer ses chansons et finalement, Grohl lui a demandé s'il voulait jouer et lui a tendu une guitare ». C'est ainsi qu'il apparaît sur le morceau X-Static.
En 1997, avec Ted Demme et Mark Pellington, Dulli achète les droits de Spoken in Darkness, un livre d'Ann Imbrie, pour en faire un film mais il ne verra jamais le jour.
En décembre 1998, il est hospitalisé. À la suite d'une altercation au Liberty Lunch Club d'Austin, le videur le frappe à mains nues et provoque une fracture du crâne.
En 1999, Dulli est invité à participer à un album commémoratif pour Skip Spence, fondateur de Moby Grape et atteint d'un cancer du poumon. La compilation, nommée More Oar: A Tribute to the Skip Spence Album et publiée par Birdman Records, paraît peu de temps après la mort de Spence après que celui-ci a entendu une version en avant-première.
Il chante aussi sur le morceau Somebody Needs You, de l'album Don't Be Afraid of Love de Lo Fidelity Allstars sorti en 2002.
En 2006, il produit Ballads for Little Hyenas du groupe de rock italien Afterhours.
En octobre 2007, il joue avec Jeff Klein, Shawn Smith, Petra Haden et Barb Antonio deux concerts acoustiques au Triple Door de Seattle, dans le cadre de la campagne A Drink for the Kids menée par The Vera Project. Les spectacles sont enregistrés et mis à disposition en téléchargement en octobre 2008 via Infernal Recordings, le label de Dulli.
En 2009, il est invité à participer à un album hommage à Doug Sahm. Cette compilation prend le nom de Keep Your Soul: A Tribute to Doug Sahm et publié par Vanguard Records. Dulli y interprète You Was For Real. Ce projet a été dirigé par Bill Bentley, tout comme celui pour Skip Spence. Dulli contribue aussi à deux chansons de la série Dangerous Highway: A Tribute To The Songs of Eddie Hinton publiée par Shake It Records. Sur le premier 7", il reprend Hard Luck Guy et Cover Me.
En octobre 2010, Dulli s'engage pour la première fois de sa carrière dans une carrière solo et entame une tournée pendant laquelle il interprète des titres de toute sa carrière. Il donne vingt-neuf concerts dans cinq pays différents, dont le premier est au bar d.b.a de La Nouvelle-Orléans. Un CD de 19 chansons de cette soirée est ensuite mis à disposition pendant la tournée.
En décembre 2011, The Afghan Whigs annonce qu'ils se réunissent afin de jouer quelques concerts.
Dulli est aussi aujourd'hui le chanteur et principal parolier du groupe The Twilight Singers, dont le cinquième album Dynamite Steps est sorti en février 2011. Il travaille aussi avec Mark Lanegan (Screaming Trees, Queens of the Stone Age) sur son projet parallèle The Gutter Twins. Dulli inscrit sur tous les livrets d'album des phrases dans un italien maladroit. Et en plus de la musique, il apparaît dans des films comme Salt Shaker, Monument Ave. et Beautiful Girls (avec The Afghan Whigs) de Ted Demme et Passenger Side de Matt Bissonnette.

## Discographie

### En solo
- 2005 : Amber Headlights (Infernal Recordings)
- 2008 : Live at Triple Door (Infernal Recordings)
- 2010 : Live in New Orleans (Kali Nichta Music)
- 2020 : Random Desire (Royal Cream LLC)

### Avec The Afghan Whigs
- 1988 : Big Top Halloween (Ultrasuede)
- 1990 : Up in It (Sub Pop)
- 1992 : Congregation (Sub Pop)
- 1993 : Gentlemen (Elektra Records)
- 1996 : Black Love (Elektra Records)
- 1998 : 1965 (Columbia Records)

### Avec The Twilight Singers
- 2000 : Twilight as Played by The Twilight Singers (Columbia Records)
- 2003 : Blackberry Belle (One Little Indian)
- 2004 : She Loves You (One Little Indian)
- 2005 : Greg Dulli's Amber Headlights (Infernal Recordings)
- 2006 : Powder Burns (One Little Indian)
- 2011 : Dynamite Steps (Sub Pop)
- 2011 : Live In New York (Infernal Recordings)

### Avec The Gutter Twins
- 2008 : Saturnalia (Sub Pop)

### Autres contributions
- 1995 : guitare sur X-Static (Foo Fighters) de Foo Fighters
- 1999 : More Oar: A Tribute To The Skip Spence Album (Birdman Records)
- 2007 : paroles sur Ticonderoga de Morning 40 Federation
- 2009 : Keep Your Soul: A Tribute to Doug Sahm (Vanguard Records)
- 2011 : chant sur Twice et Dark Sets In (Keep You Close) de dEUS

## Filmographie
- 1998 : La Loi du sang (Monument Ave.) de Ted Demme :Shang